# كاسرات الحجر
كاسرات الحجر أو السِّفرِسيَّات (الاسم العلمي: Saxifragaceae) هي فصيلة من النباتات تتبع رتبة كاسريات الحجر من طائفة ثنائيات الفلقة.

## الأجناس
- كاسر الحجر
- البرغنية
- الدارمرة
  - الدارمرة الدرعية